# Buenos Aires (Cauca)
Pour les articles homonymes, voir Buenos Aires (homonymie).
Buenos Aires est une municipalité située dans le département de Cauca, en Colombie.